# 아산 인취사 삼층석탑
아산 인취사 삼층석탑(牙山 仁翠寺 三層石塔)은 대한민국 충청남도 아산시 신창면 읍내리, 학성산 기슭의 인취사 경내에 자리하고 있는 삼층석탑이다. 1984년 5월 17일 충청남도의 문화재자료 제235호로 지정되었다.

## 개요
학성산 기슭의 인취사 경내에 자리하고 있는 3층 석탑이다.
기단부(基壇部) 위로 3층의 탑신(塔身)이 쌓여 있고 탑의 머리를 갖춘 형태이다. 기단부는 돌 하나만이 바닥돌의 역할을 하며 놓여 있는데 그 윗면에 1단의 괴임돌이 있다. 그러나 탑신부의 재질과 비교하여 볼 때 같은 돌로 보이지 않는다. 탑신부는 몸돌과 지붕돌이 각 딴돌로 이루어져 있다. 1층 몸돌에는 모서리마다 기둥 모양의 조각이 있다. 지붕돌은 밑면에 1층이 4단, 2 ·3층은 3단의 받침을 두었으며, 네 귀퉁이가 많이 파손된 모습이다. 꼭대기에는 모서리마다 기둥 모양의 조각을 둔 네모난 받침돌 위로 모양이 일정하지 않은 석재가 놓여 머리장식을 하고 있다.
전체적인 형태나 주변에 많은 석탑 부재가 널려 있는 것으로 보아, 원래는 3층이상 이었을 것으로 짐작되며, 각부 양식과 수법으로 고려시대의 탑으로 추정된다.

## 참고 문헌
- 인취사석탑 - 국가유산청 국가유산포털